# Маржерид (плоскогорье)
Маржерид (фр. Margeride) — плоскогорье в Центральном массиве. Расположено на границе департаментов Канталь, Верхняя Луара и Лозер регионов Овернь — Рона — Альпы и Окситания. Является одним из природных регионов Франции.

## Топоним
Изначально название «Маржерид» относилось только к поместью, шато которого был разрушен в XV веке, и к лесу, возвышающемуся на высоте 1380 метров. Это место расположено недалеко от Ведрин-Сен-Лу, на дороге из Ланжака в Сен-Флур. Это название получило большое поместье площадью 800 гектаров, где в XVIII веке располагался стекольный завод.
Средневековое поместье располагалось недалеко от границы между галльскими городами веллавов и арвернов. Считается, что его нынешнее название происходит от галльского слова morgarita, состоящего из morga, что означает «брод, граница», и -ritu, что означает «брод».
На окситанском языке Марджерида называется Marjarida.

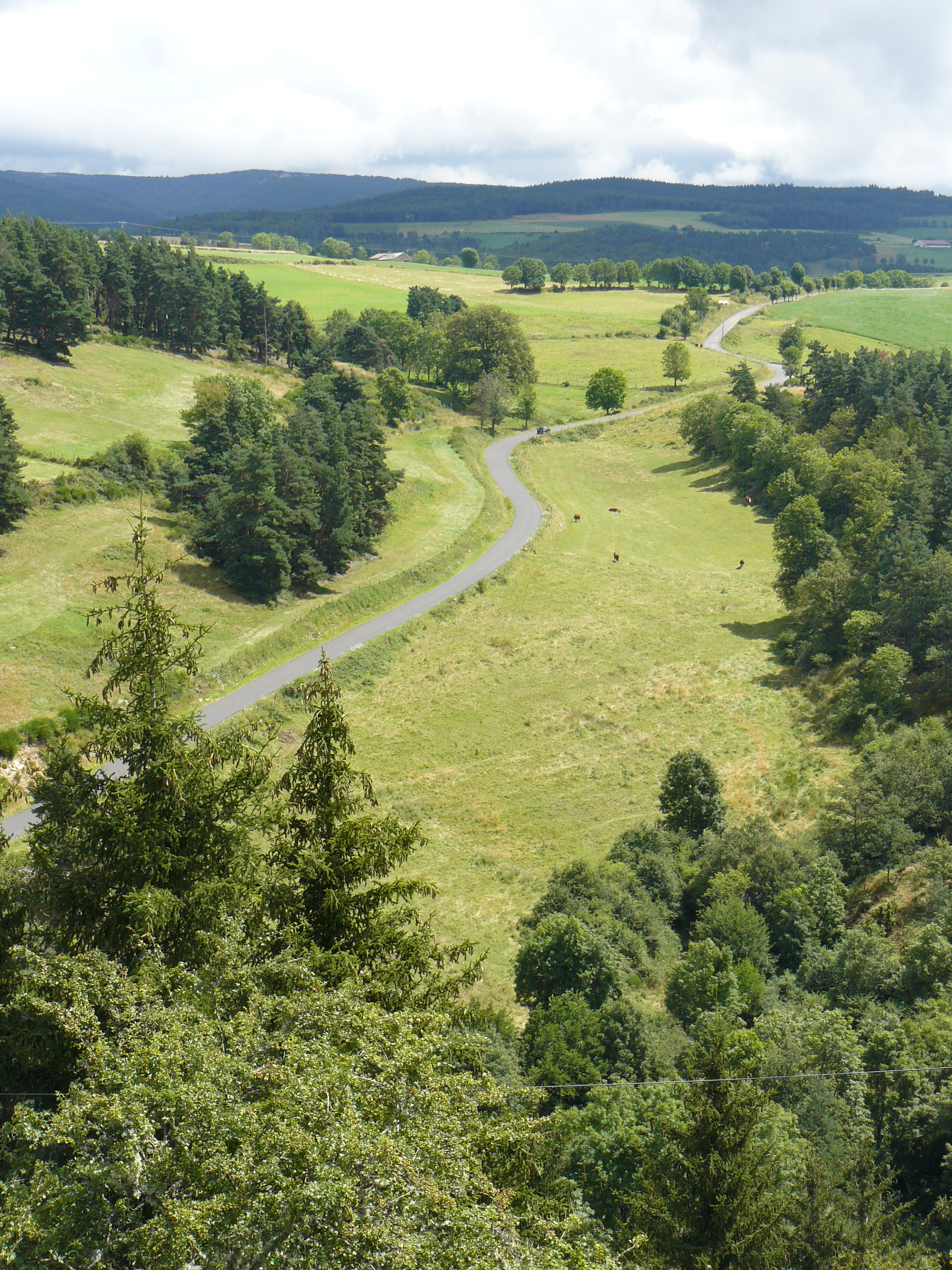
Вид со стороны Рюин-ан-Маржерид

## Фауна
Благодаря разнообразию животного мира и сред обитания, Маржерид является домом для многих видов млекопитающих, таких как зайцы, лисы, барсуки, кабаны, олени и косули. Озёра и реки северного Лозера также являются биотопом для форели. Выдра встречается на берегах Трюйера.
Что касается торфяных местообитаний, то в них концентрируются редкие бабочки, такие как болория северная, чернушка эма или перламутровка красивая, а также большая популяция стрекоз: бабка арктическая, прямобрюх синеющий, белонос сомнительный или даже коромысло голубое.
Красный коршун, чёрный коршун, луговой лунь, полевой лунь и змееяд — вот хищные птицы, которых можно увидеть в этом массиве. Условия здесь благоприятны для чёрного дятла и среднего пёстрого дятла; мохноногий сыч использует дупла, вырытые чёрным дятлом, для устройства своих гнезд.